# Duquesne University

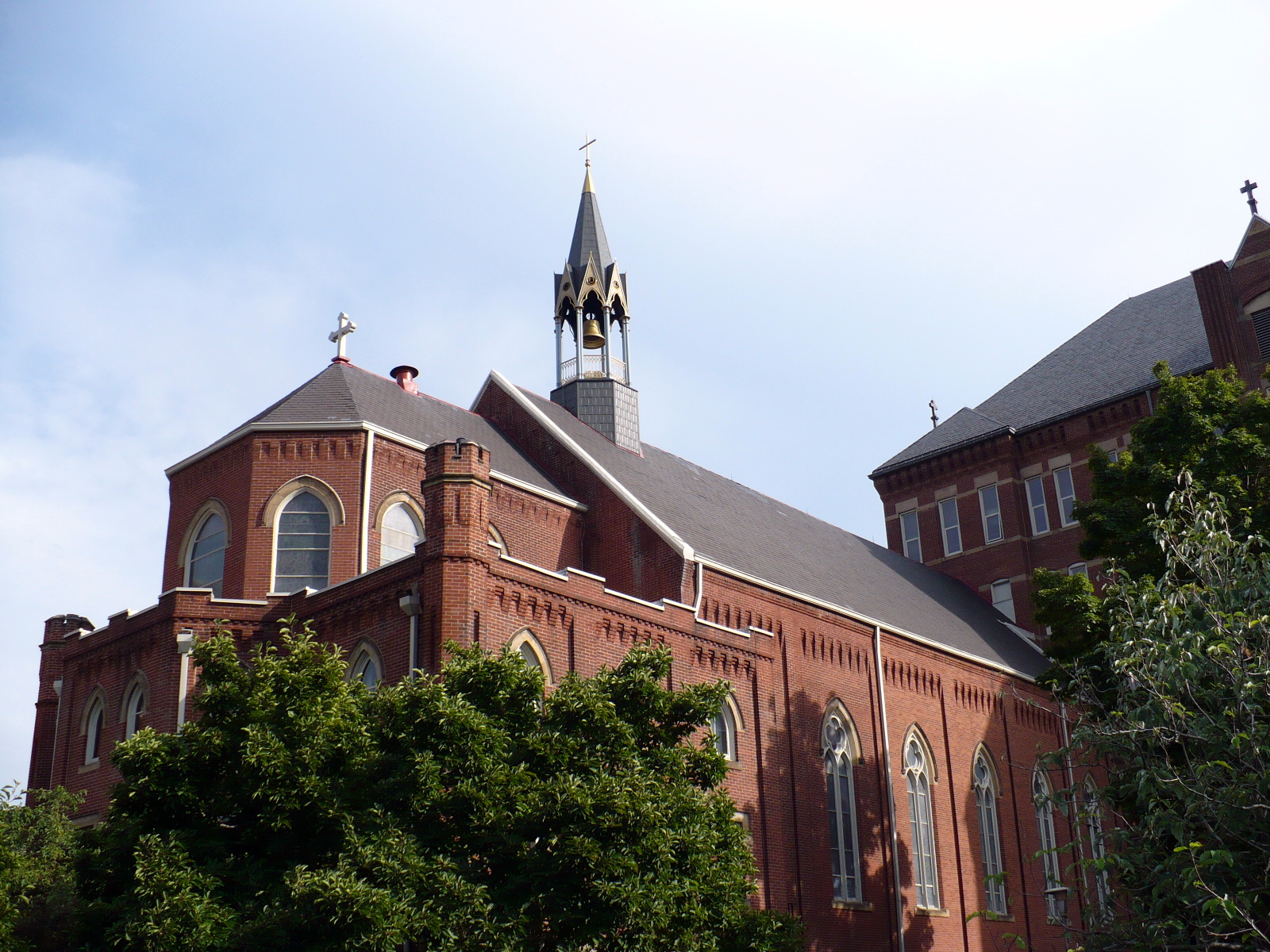
Die Kapelle

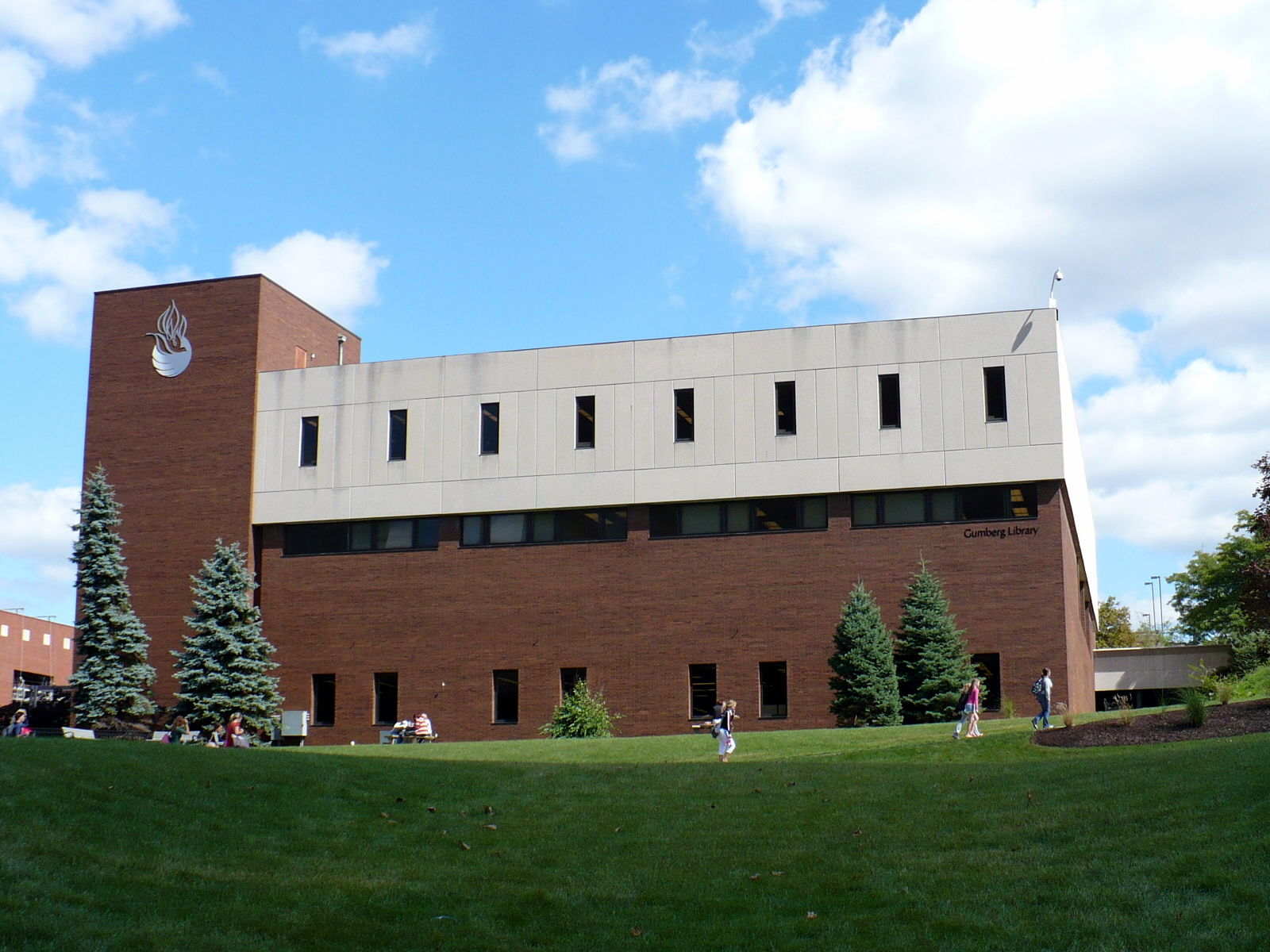
Gumberg Library

Die Duquesne University ist eine private katholische Universität in Pittsburgh im US-Bundesstaat Pennsylvania. Die Hochschule wurde 1878 unter dem Namen Pittsburgh Catholic College of the Holy Ghost (lateinisch Universitas Spiritus Sancti Duquesnensis) gegründet und 1911 zu Ehren des ehemaligen französischen Generalgouverneurs Michel-Ange Duquesne de Menneville umgetauft.

## Zahlen zu den Studierenden, den Dozenten und zum Vermögen
Im Frühjahr 2022 waren 7.904 Studierende an der Duquesne University eingeschrieben. Im Herbst 2020 waren es 8.830. Davon strebten 5.383 (61,0 %) ihren ersten Studienabschluss an, sie waren also undergraduates. Von diesen waren 64 % weiblich und 36 % männlich; 4 % bezeichneten sich als asiatisch, 5 % als schwarz/afroamerikanisch, 5 % als Hispanic/Latino und 80 % als weiß. 3.447 (39,0 %) arbeiteten auf einen weiteren Abschluss hin, sie waren graduates. Es lehrten 949 Dozenten an der Universität, davon 478 in Vollzeit und 471 in Teilzeit.
2007 waren 9.617 Studenten eingeschrieben.
Der Wert des Stiftungsvermögens der Universität lag 2021 bei 627,3 Mio. US-Dollar und damit 32,9 Mio. Dollar höher als im Jahr 2020, in dem es 472,1 Mio. Dollar betragen hatte.

## Fakultäten
- Führung und Berufsentwicklung (2001)
- Geisteswissenschaften (McAnulty College and Graduate School of Liberal Arts, 1878)
- Gesundheitswissenschaften (Rangos School of Health Sciences, 1990)
- Musik (Mary Pappert School of Music, 1926)
- Natur- und Umweltwissenschaften (Bayer School of Natural and Environmental Sciences)
- Pädagogik (1929)
- Pflege (1937)
- Pharmazie (Mylan School of Pharmacy, 1925)
- Rechtswissenschaften (1911)
- Wirtschaftswissenschaften (A.J. Palumbo School of Business Administration, 1913)

Ab 2024 soll der Studienbereich Osteopathische Medizin den Betrieb aufnehmen.

## Sport
Die Sportteams sind die Dukes. Die Hochschule ist Mitglied der Atlantic 10 Conference.

## Persönlichkeiten
Kunst, Unterhaltung, Literatur und Geisteswissenschaften
- Tom Atkins (* 1935), Schauspieler (Serpico)
- Werner Herzog (* 1942), Schauspieler und Filmemacher
- Terence McGovern (* 1942), Schauspieler, Radiomoderator und Schauspiellehrer
- Sammy Nestico (1924–2021), Komponist (Big-Band-Musik)

Regierung und Militärvon 
- Michael V. Hayden (* 1945), Bachelorabschluss an der Duquesne 1967, General der US Air Force und 2006 bis 2009 Direktor der CIA

Sport
- Chuck Cooper (1926–1984), Basketballspieler, einer der ersten 3 afroamerikanischen Spieler der NBA
- Chip Ganassi (* 1958), Autorennfahrer, gründete 1990 das Rennteam Chip Ganassi Racing
- Sihugo Green (1933–1980), Basketballspieler